# Ectypia nigroflava
Ectypia nigroflava är en fjärilsart som beskrevs av Graef. 1887. Ectypia nigroflava ingår i släktet Ectypia och familjen björnspinnare. Inga underarter finns listade i Catalogue of Life.